# World One
El World One es un rascacielos residencial en construcción en Bombay (India). Estará ubicado en el Upper Worli de Bombay. Lodha Group obtuvo la parcela por 49.880.000 dólares. El proyecto tendrá un costo de 399 millones de dólares, se completará en 2020. Fue diseñado por Pei Cobb Freed & Partners y Leslie E. Robertson Asociados.

## Retrasos y altura límite
El One World ha sufrido continuos retrasos en su obra, teniendo que haber terminado en 2016, pero tras los continuos parones en la obra se espera que finalice a en 2020. Estos parones en la obra estuvieron motivados por problemas económicos y por último en la restricción de altura en Bombay, la cual ha hecho que la altura final se quede aproximadamente en los 285 m.